# Jacques Morali
Jacques Morali (Paris, 4 de julho de 1947 – Neuilly-sur-Seine, 15 de novembro de 1991) foi um compositor e produtor francês da era disco. Nos anos 70, juntamente com seu amigo e produtor, o marroquino Henri Belolo, Morali criou os grupos Village People e Ritchie Family. Morali morreu de complicações de saúde em decorrência da AIDS.